# Gradiëntstroom

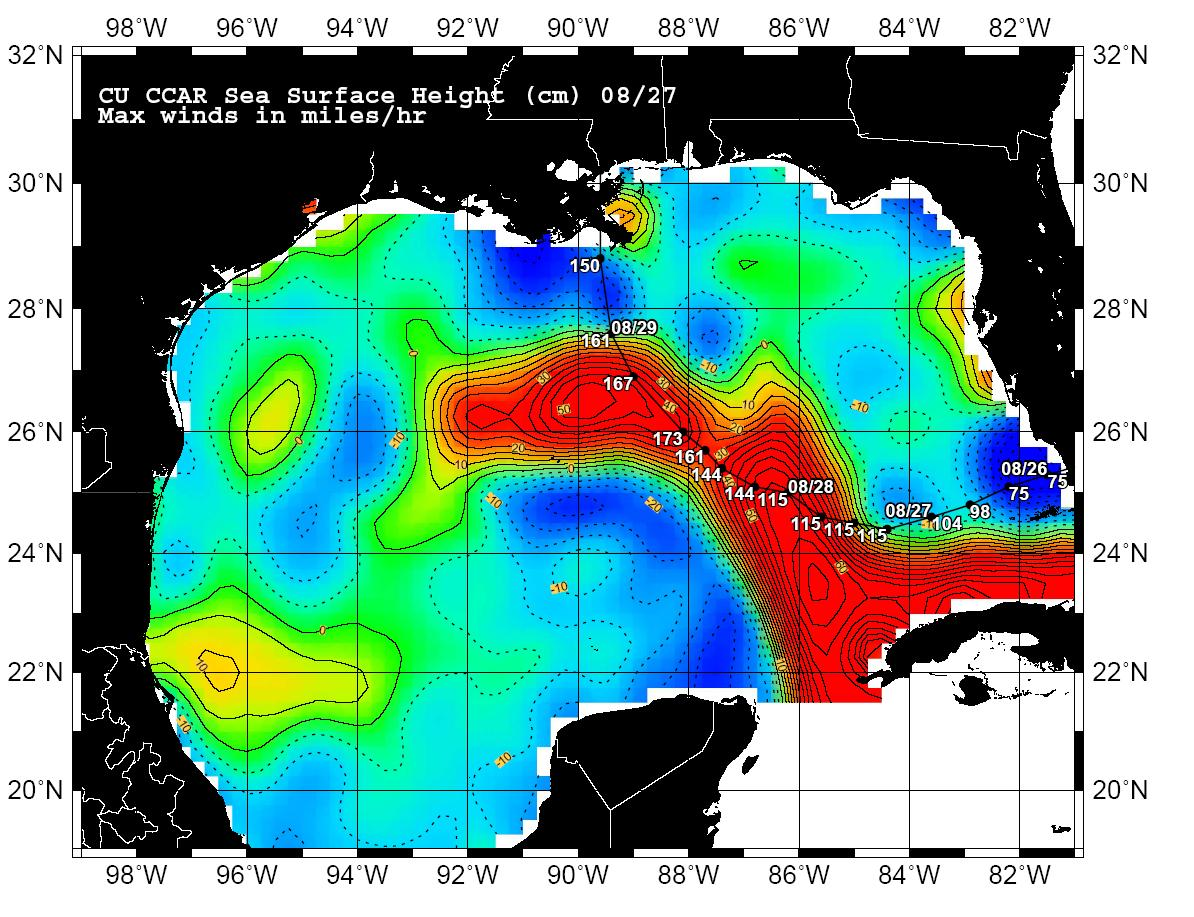
Zeehoogteafwijkingen (Sea Height Anomaly, SHA) van meer dan 50 centimeter werden gemeten tijdens Katrina. Deze hoogteverschillen veroorzaken een gradiëntstroom.

Een gradiëntstroom is een stroom die veroorzaakt wordt door druk- of gradiëntverschillen. Deze drukverschillen kunnen veroorzaakt worden door onder andere verschil in watertemperatuur en saliniteit of door opstuwing door de wind. In dit laatste geval is er sprake van een Ekmantransport dwars op de wind. Dit Ekmantransport veroorzaakt hoogteverschillen die weer aanleiding zijn voor een gradiëntstroom parallel aan de isobaren. De meeste zeestromen zijn een combinatie van een gradiëntstroom en driftstroom.
Het principe is vergelijkbaar met dat achter geostrofische wind. De gradiëntkracht laat het water van hoge naar lage druk stromen. Zodra er beweging is, treedt het corioliseffect op, waardoor de gradiëntstroom uiteindelijk dwars gaat lopen op de gradiëntkracht, naar rechts op het noordelijk halfrond, naar links op het zuidelijk halfrond.
Door de samenhang met hoogteverschillen kunnen gradiëntstromen gemeten worden met behulp van satelliet-altimetrie waarbij de zeehoogteafwijkingen (Sea Height Anomaly, SHA) worden vastgesteld.